# Ручний ліхтар

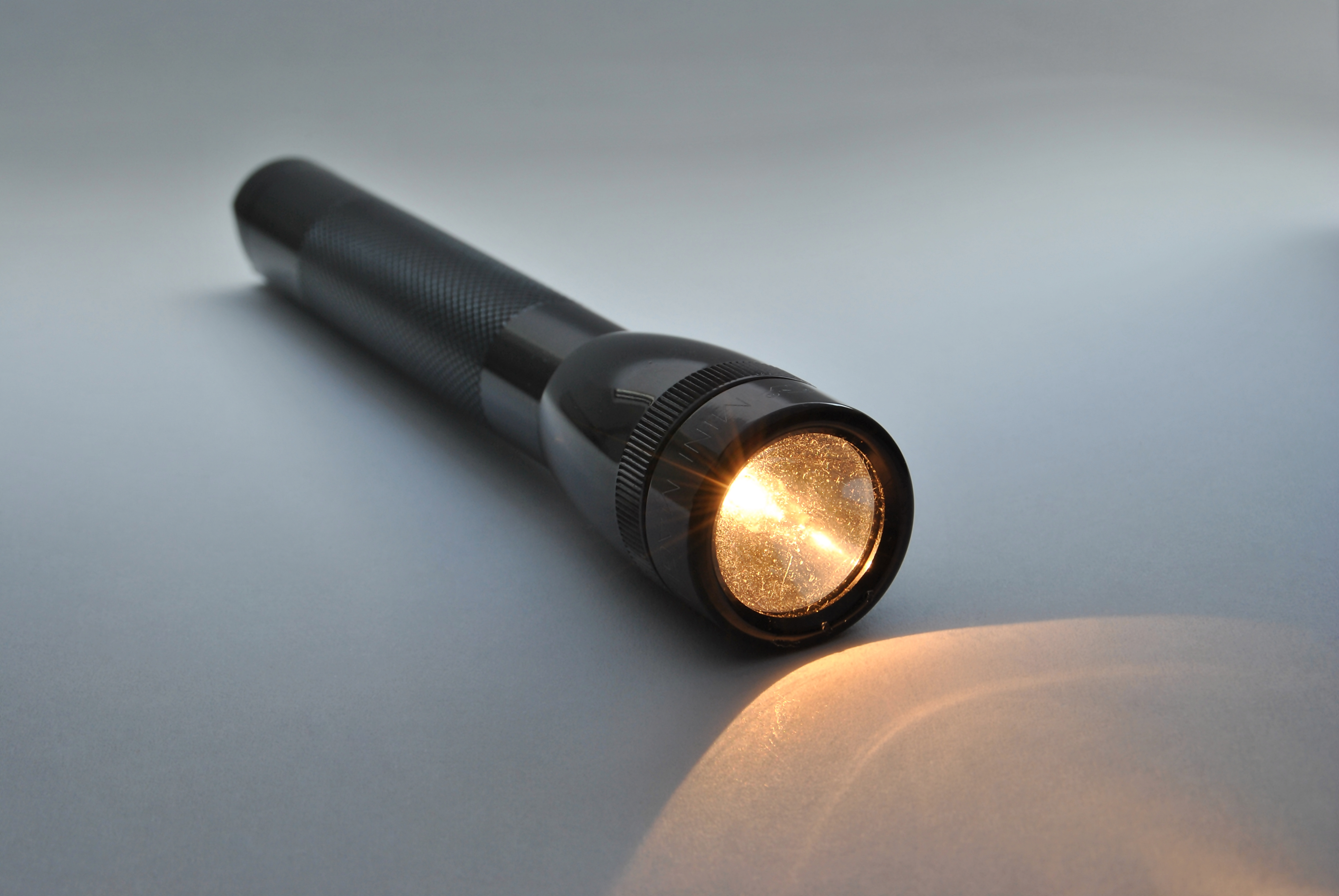
Ліхтарик

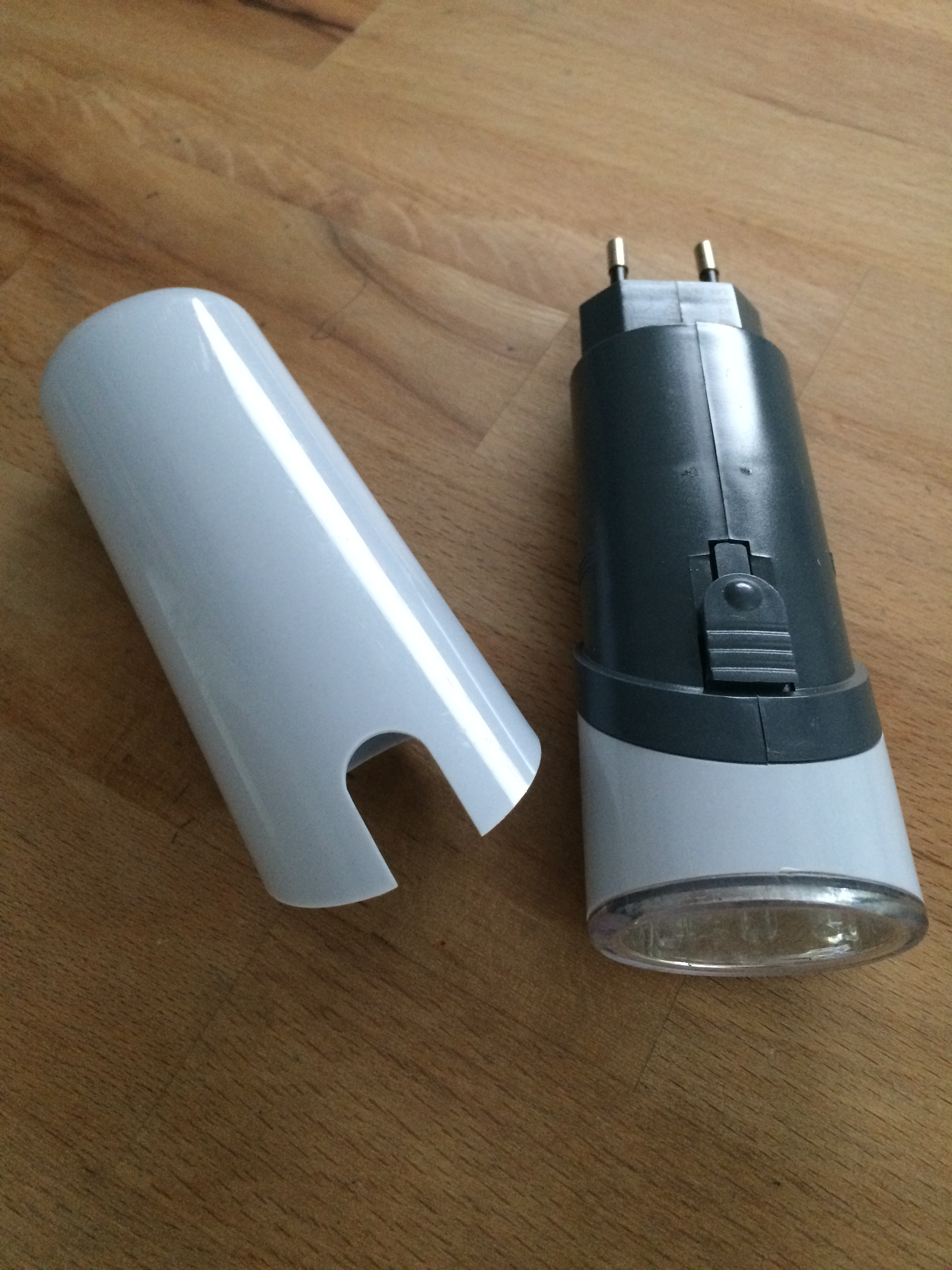
Ліхтарик для зарядки в розетку

Ручний ліхтар, ліхтарик — це невеликий і мобільний пристрій, основна функція якого — бути джерелом світла для індивідуального використання. У сучасному світі під ручними ліхтариками в першу чергу розуміють електричні ліхтарі, що складаються з корпусу, джерела світла (лампи розжаравання або світлодіода), встановленого у відбивач-рефлектор, прозорої обкладинки-кришки або лінзи, яка фокусує і захищає джерело світла, перемикача-вимикача та джерела живлення - батареї чи акумулятора. Існують також механічні (перетворюють механічну енергію в електричну), хімічні джерела світла та ліхтарі з використанням відкритого полум'я.

## Електричний ліхтарик
В 1899 році, після винаходу сухої батареї та мініатюрних ламп розжарення конструктори почали створювати перші електричні ліхтарі на батарейках. Ліхтарики переважно працюють на одноразових або акумуляторних батареях. Деякі пристрої працюють за рахунок механічної дії, як от обертання ручки, тряски або стиснення спеціального пристрою ліхтаря, що перетворює механічну енергію в електричну. Деякі мають сонячні панелі для зарядки батареї. Після 2000-го року ліхтарики в основному використовують світлодіоди. Крім загального призначення, ручного ліхтарика, існують багато варіантів, адаптованих для спеціальних потреб. Налобні ліхтарики — це ліхтарики для носіння на голові або касці, призначені для гірників та туристів, що звільняють обидві руки. Деякі ліхтарики можуть використовуватися під водою або в легкозаймистій атмосфері. 
Також існують ліхтарики для стаціонарного використання, наприклад джерело світла на вулиці - світильники, в місцях без постійного освітлення, під час відключення електроенергії або коли потрібне переносне джерело світла, або потужні ліхтарі-прожектори для пошукових робіт.

### Характеристики ручних ліхтарів
Для опису та порівняння властивостей ліхтарів використовують наступні основні характеристики: світловий потік, режими роботи, колірна температура світла, можливість фокусування або форма променя, дальність променя, час роботи від батарей, захищеність від вологи, захищеність від механічних впливів, вибухобезпечність при роботі в загазованому або запиленому середовищі. Деякі характеристики  взаємосуперечливі, наприклад світловий потік та час роботи ліхтаря – чим більше світловий потік, тим швидше розряджаються батареї. Якщо збільшувати вагу батарей або акумуляторів то занадто важкі пристрої втрачають зручність, наприклад для налобних ліхтарів вага вкрай важлива. Для деяких ліхтарів передбачено режими роботи з кольоровим, зазвичай червоним, променем,що дозволяє суттєво продовжити час роботи, або режим мерехтіння, що розроблений щоб привернути увагу (режим SOS).
Існує стандарт ANSI FL1-2009, що описує та уніфікує методи вимірювання та публікації основних характеристик ручних ліхтарів.

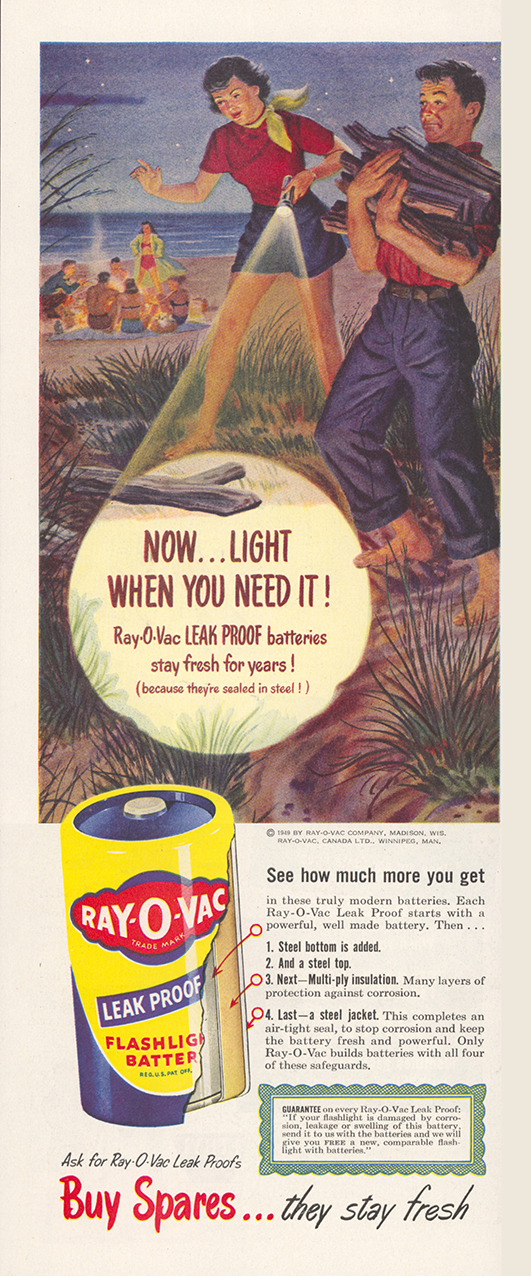
Реклама батарей для ліхтарика "Світло коли воно вам потрібно" 1949 року

| Люмени         | Type                            | Призначення |
| -------------- | ------------------------------- | --- |
| 1–20           | Брелок                          | Для пошуку замка в умовах відсутності світла                                                                             |
| 30 - 100       | Ліхтарик загального призначення | Для використання в приміщеннях, туристичних походах, печерах.                                                            |
| 100 та більше  | Тактичні ліхтарики              | Ліхтар що кріпиться на зброю                                                                                             |
| 200 та більше  | Велосипедне освітлення          | Освітлення дороги в сутінках або темряві. Потреба бачити дорожні знаки та перешкоди на дорозі на відстані в 5-20 метрів. |
| 1000 та більше | Потужні                         | Для використання поза приміщенням, на вулиці, пошуково-рятувальні роботи, робота під водою.                              |

### Лампочки розжарювання
Історично перші ліхтарики були створені з лампочками розжарювання. Вони використовують лампочки, які складаються з скляної колби та вольфрамової нитки. Ці балони заповнені вакуумом або інертним газом, таким як аргон, криптон чи ксенон. Деякі потужніші ліхтарики з лампами розжарювання використовують галогенні лампочки. У більшості ліхтариків, окрім одноразових або розважальних, лампочку може замінити користувач.
Світловий потік лампочки розжарювання у ліхтарику значно залежить від типу лампочки. Ліхтарик з двома батарейками типу D із звичайною мініатюрною лампочкою дає близько 15-20 люменів світла та промінь приблизно 200 кандел. Для порівняння, домашня лампа розжарювання потужністю 60 ват дає близько 900 люменів. Світлова віддача тобто кількість отриманих люменів на витрачений ват, для лампочок ліхтариків коливається в діапазоні від 8 до 22 люмен/ват, залежно від розміру лампочки та типу газу.

### Світлодіодні ліхтарики

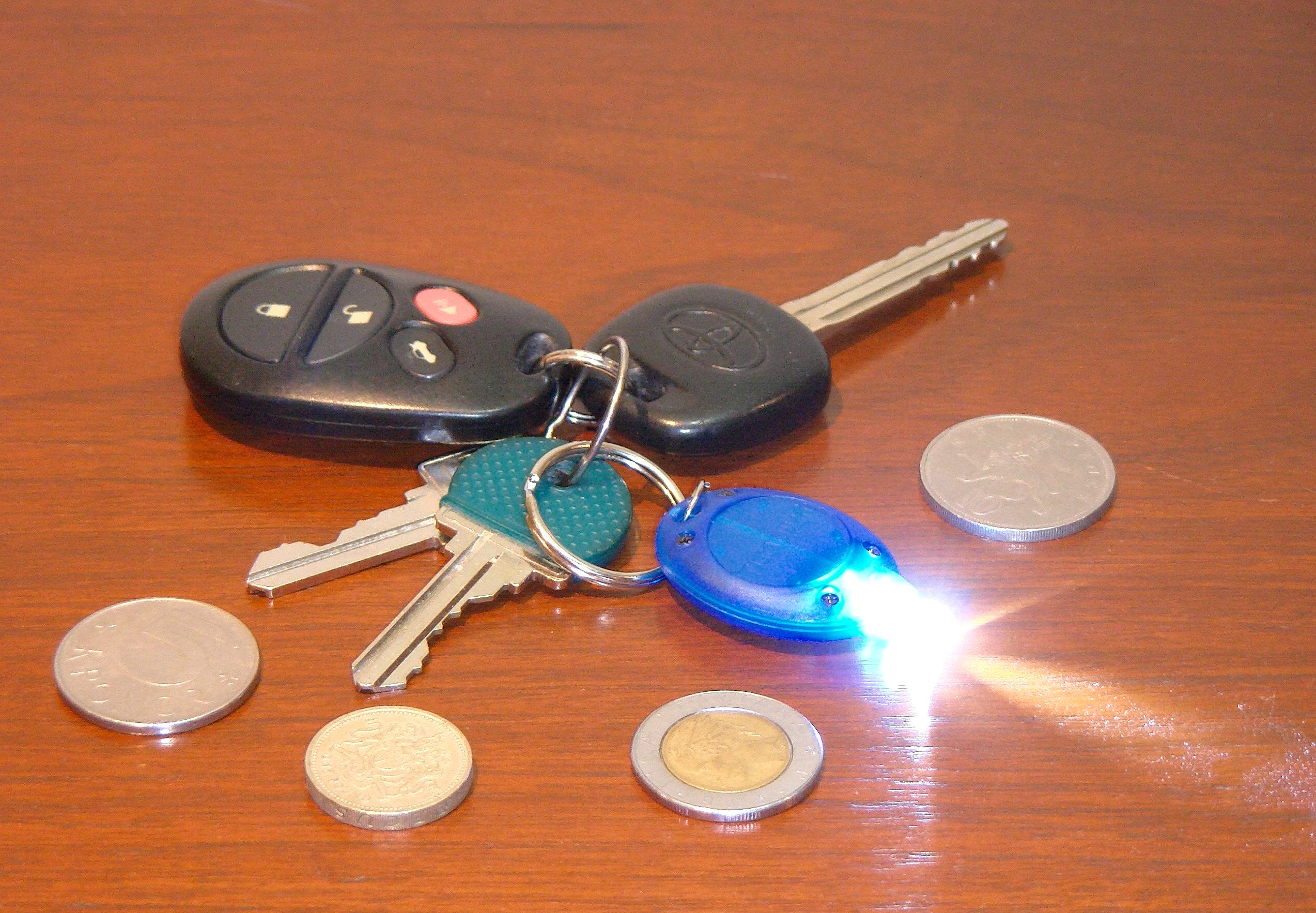
Мініатюрний ліхтарик розміром як брелок для ключів

З початку 2000х років світлодіодні ліхтарики почали витісняти лампи розжарювання у практичних ліхтариках. Світлодіоди існували десятиліттями, але використовувалися в основному як індикатори малої потужності. Їхній розвиток дозволив створити світлодіодні ліхтарики, які перевершують ліхтарики з лампами розжарювання за світловим потоком та часом роботи. Білі світлодіоди в корпусах діаметром 5 мм дають лише кілька люменів кожен, але їх можна згрупувати, щоб отримати більш потужне освітлення. Світлодіоди з більшою потужністю, що споживають понад 100 міліамперів, спрощують оптичну проблему створення потужного та чітко контрольованого променя. 

Професійний світлодіодний ліхтар

Світлодіоди значно ефективніші за лампи розжарювання, вони виробляють близько 100 люменів на кожен ват, порівняно з 8-10 люменами на ват у лампочок розжарювання. Світлодіодний ліхтарик має більший термін служби батареї, ніж ліхтарик з лампою розжарювання такої ж потужності. Світлодіоди також менш крихкі, ніж скляні лампи. Світлодіодні лампи мають різні спектри кольору в порівнянні з лампами розжарювання і випускаються в декількох діапазонах колірної температури. Завдяки тривалому терміну служби світлодіода його часто встановлюють стаціонарно, на відміну від лампочки розжарювання.  Світлодіоди зазвичай потребують більшого контролю струму, що проходить через діод. Наприклад якщо білий світлодіод, для роботи потребує близько 3,4 В, то ліхтарик з однією або двома одноразовими 1,5 В потребує пристрій щоб підвищити напругу до рівня, необхідного для роботи, а ліхтарики з трьома або більше батарейками можуть використовувати лише резистор для обмеження струму. Деякі ліхтарики електронно регулюють струм, що проходить через світлодіоди, щоб стабілізувати світловіддачу під час розрядки батарей. Світлодіоди мають майже постійну колірну температуру незалежно від вхідної напруги та струму, на відміну від лампи розжарювання. Світлодіодні ліхтарики з регульованим струмом дозволяють користувачеві вибирати рівні потужності в залежності від потреби. Наприклад, слабке світло для роботи з предметами в руках або яскраве світло для освітлення дороги під час їзди на велосипеді. Це складно зробити з лампою розжарювання, оскільки ефективність лампи різко падає при низькій потужності.
Мініатюрність як світлодіодів так і джерела живлення дозволяє робити мініатюрні ліхтарики, розміром як наприклад брелок для ключів, що дає один або два люмени.